# 直到黎明 (電影)
《直到黎明》（英語：Until Dawn）是一部2025年美國求生恐怖片，由大衛·F·桑德柏格執導，布萊兒·巴特勒和蓋瑞·道柏曼編劇。電影靈感源自PlayStation工作室的2015年同名電子遊戲，以共同宇宙為背景，並為擴展遊戲事件而採用原創獨立故事。電影主演陣容包括艾拉·魯賓、麥可·西米諾、歐德莎·艾德蘭、柳智英、貝爾蒙特·卡梅利、瑪雅·米雪兒，以及遊戲演員彼得·史托馬。
《直到黎明》由索尼影視發行排定2025年4月25日在美國上映。

## 劇情前提
柯洛芙在姊姊梅蘭妮神秘失蹤一年後，與朋友們前往姊姊失蹤的偏遠山谷尋找答案。他們發現自己遭到謀殺，醒來後發現又回到了當晚的一開始。他們被困在山谷中，被迫一次又一次地重溫噩夢——只是每一次，殺手的威脅不盡相同，一次比一次更可怕，唯一的逃脫方法就是活著……直到黎明。——幕寶電影公司

## 演員
- 艾拉·魯賓（英语：Ella Rubin）飾演柯洛芙（Clover）
- 麥可·西米諾（英语：Michael Cimino (actor)）飾演麥斯（Max）
- 歐德莎·艾德蘭（英语：Odessa A'zion）飾演妮娜（Nina）
- 柳智英（英语：Ji-young Yoo）飾演梅根（Megan）
- 貝爾蒙特·卡梅利（英语：Belmont Cameli）飾演亞伯（Abel）
- 瑪雅·米雪兒飾演梅蘭妮（Melanie）
- 彼得·史托馬飾演希爾（Hill）[8]

## 製作
2024年1月，幕寶電影公司和PlayStation製片公司宣布正在開發電子遊戲《直到黎明》的真人改編電影，由大衛·F·桑德柏格執導，蓋瑞·道柏曼根據布萊兒·巴特勒先前遞交的草稿編寫劇本。電影被官方描述為「群戲演出、一封寫給恐怖類型的R級情書」。6月，艾拉·魯賓、麥可·西米諾、柳智英和歐德莎·艾德蘭加入演出陣容。瑪雅·米雪兒及貝爾蒙特·卡梅利的選角於8月公告。在遊戲中扮演艾倫·J·希爾醫生（Dr. Alan J. Hill）的彼得·史托馬參演本片，扮演新角色。
電影2024年8月5日在布達佩斯展開主要拍攝，由馬克西姆·亞歷山大掌鏡，並於2024年10月4日殺青。

## 發行
《直到黎明》由索尼影視發行排定2025年4月25日在美國上映。

### 宣傳
2025年1月14日，索尼發布了前導預告，桑德柏格、道柏曼和史托馬詳細介紹了電影的製作過程及故事。兩天後，首支正式預告片在網上釋出。

## 外部連結
- 官方网站
- 互联网电影数据库（IMDb）上《直到黎明》的资料（英文）